# Kowal (Landgemeinde)
Die gmina wiejska Kowal ist eine selbständige Landgemeinde in Polen im Powiat Włocławski in der Woiwodschaft Kujawien-Pommern. Sie zählt 3897 Einwohner (31. Dezember 2020) und hat eine Fläche von 114,7 km², die zu 22 % von Wald und zu 67 % von landwirtschaftlicher Fläche eingenommen wird. Verwaltungssitz der Landgemeinde ist die Stadt Kowal.

## Geographie
Das Gemeindegebiet umfasst die Stadt Kowal vollständig.

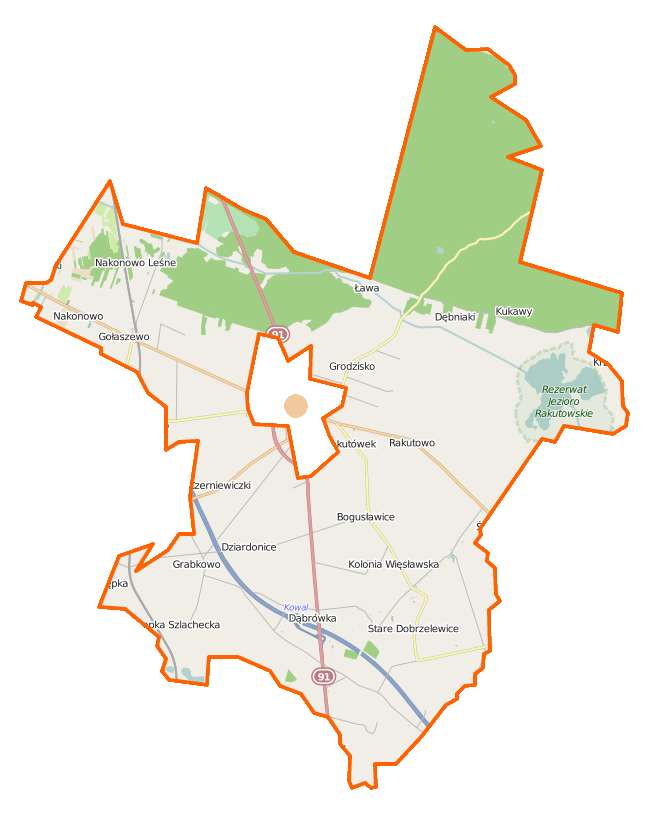
Karte der Gemeinde

## Gemeindegliederung
Die Landgemeinde umfasst 17 Ortschaften mit Schulzenamt und die weitere Ortschaft Mursk:
| polnischer Name | deutscher Name (1943–1945)                           | polnischer Name        | deutscher Name (1943–1945)                          |
| --------------- | ---------------------------------------------------- | ---------------------- | --------------------------------------------------- |
| Bogusławice     | Schutzhain                                           | Kępka Szlachecka       | 1939–1943 Kempka Szlachecka 1943–1945 Büschel       |
| Czerniewiczki   | Vorwerk Schernhausen                                 | Krzewent               | Krzewent                                            |
| Dąbrówka        | 1939–1943 Dombrowka 1943–1945 Hollershof             | Nakonowo               | 1939–43 Kolonie Nakonowo 1943–1945 Nackenau         |
| Dębniaki        | 1939–1943 Dembniaki 1943–1945 Niederbrück            | Przydatki Gołaszewskie | (zu Kowall)                                         |
| Dobrzelewice    | Dobern                                               | Rakutowo               | Krebsdorf                                           |
| Dziardonice     | Garden                                               | Strzały-Więsławice     | Hasing & 1939–1943 Wienslawice 1943–1945 Peisingen  |
| Gołaszewo       | Gohlen                                               | Unisławice             | Rühmen                                              |
| Grabkowo        | Grabenhorst                                          | Więsławice-Parcele     | 1939–1943 Gut Wienslawice 1943–1945 Kleinschönfelde |
| Grodztwo        | 1939–1943 Vorwerk Freistadt 1943–1945 Vorwerk Kowall |                        |                                                     |